# Liponeura matris
Liponeura matris is een muggensoort uit de familie van de Blephariceridae. De wetenschappelijke naam van de soort is voor het eerst geldig gepubliceerd in 1982 door Zwick.